# Calycuoniscus spinosus
Calycuoniscus spinosus is een pissebed uit de familie Dubioniscidae. De wetenschappelijke naam van de soort is voor het eerst geldig gepubliceerd in 1917 door Collinge.